# Associazione Calcio Talmone Torino 1958-1959
Questa voce raccoglie le informazioni riguardanti l'Associazione Calcio Talmone Torino nelle competizioni ufficiali della stagione 1958-1959.

## Stagione

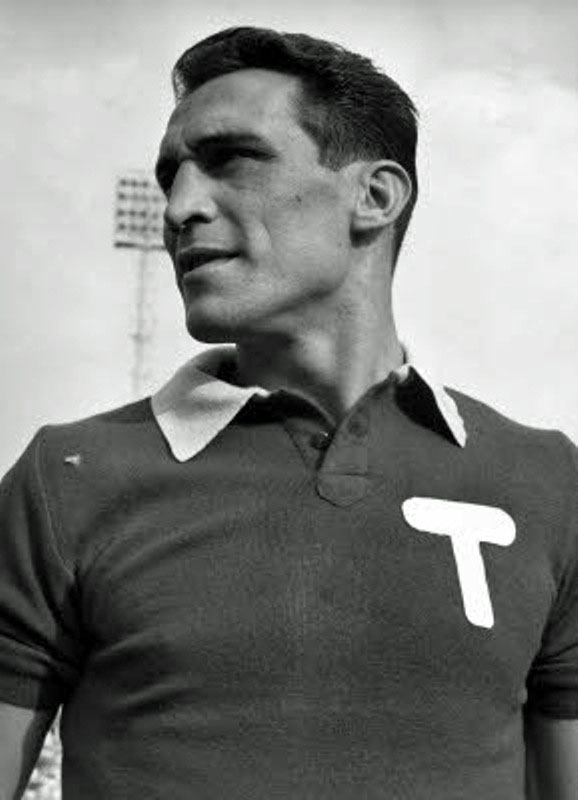
Il capitano Enzo Bearzot

Nel 1958-1959, il Torino retrocede per la prima volta in Serie B, dopo 53 anni dalla propria nascita, e dieci anni dopo Superga.
Le cause della retrocessione partono proprio dalla scomparsa del Grande Torino: tanto prima del funesto evento il Torino è una società all'avanguardia, con una presidenza forte, tanto nel decennio successivo il Toro, dopo le dimissioni di Ferruccio Novo, non ha più una guida societaria né una direzione sul campo. Nell'arco di dieci anni il Torino si trova per tre volte presieduto da comitati di emergenza, come quello che in questa stagione lo traghetta in cadetteria a seguito delle dimissioni di Mario Rubatto dopo un solo anno. In dieci anni transitano per Torino innumerevoli giocatori, senza che si ricrei una squadra che possa vagamente ricordare quella capitanata da Valentino Mazzola. In questa stagione il Torino abbandona anche la sua casa: per poche lire offerte dal Comune di Torino, trasloca infatti dal proprio stadio, il Filadelfia, al più moderno e ampio Comunale, in quello che non sarà uno spostamento fortunato.
La squadra ottiene un discreto risultato in Coppa Italia, dove è eliminata ai quarti di finale dal Venezia. Ma il campionato è disastroso: il Torino chiude all'ultimo posto, con la peggiore difesa del torneo, nonostante la scoperta del giovane portiere Lido Vieri. Ma le lacune sono presenti in tutti i reparti. Il bomber Giuseppe Virgili, arrivato dalla Fiorentina in cambio di 100 milioni e due giocatori (Castelletti e Petris), non è sufficiente a salvare la squadra, che rimane per cinque mesi senza vittorie, rimediando al contrario pesanti sconfitte. Ben quattro allenatori si succedono sulla panchina, senza che nessuno di loro riesca a risollevare le sorti della squadra: sono Federico Allasio, Quinto Bertoloni (che ricopre un ruolo di allenatore-giocatore), Giacinto Ellena e infine il magiaro Imre Senkey, unico tecnico a non essere un ex calciatore del Toro. Il piazzamento finale, a pari punti con la Triestina, rispecchia le carenze granata.
L'annata è ricordata anche per l'abbinamento con la fabbrica di cioccolato torinese Talmone: in base a un accordo con la ditta alimentare Venchi Unica, il Torino ottiene una nuova denominazione societaria, in stile Lanerossi Vicenza, ma con esiti del tutto opposti. L'accordo, triennale, prevede che la società sia chiamata Talmone Torino dai mezzi d'informazione, ma soprattutto prevede l'inserimento di una T bianca sulla maglia granata. L'esito negativo della stagione porterà a una rescissione dell'abbinamento dopo un solo anno e quindi alla conseguente sparizione del marchio Talmone dalle maglie del Torino, per la gioia dei sostenitori granata, per niente favorevoli all'imprevista novità.

## Divise
| Casa |

## Rosa
| N. |                    | Ruolo | Calciatore              |
| -- | ------------------ | ----- | ----------------------- |
|    | Italia (bandiera)  | P     | Vincenzo Rigamonti      |
|    | Italia (bandiera)  | P     | Lucidio Sentimenti (IV) |
|    | Italia (bandiera)  | P     | Lido Vieri              |
|    | Italia (bandiera)  | D     | Enzo Bearzot (capitano) |
|    | Italia (bandiera)  | D     | Beniamino Cancian       |
|    | Italia (bandiera)  | D     | Giuseppe Farina         |
|    | Italia (bandiera)  | D     | Gianfranco Ganzer       |
|    | Italia (bandiera)  | D     | Lino Grava              |
|    | Italia (bandiera)  | D     | Ermanno Tarabbia        |
|    | Italia (bandiera)  | D     | Fulvio Varglien (III)   |
|    | Francia (bandiera) | C     | Antoine Bonifaci        |

| N. |                        | Ruolo | Calciatore        |
| -- | ---------------------- | ----- | ----------------- |
|    | Italia (bandiera)      | C     | Giancarlo Cella   |
|    | Inghilterra (bandiera) | C     | Anthony Marchi    |
|    | Italia (bandiera)      | C     | Italo Mazzero     |
|    | Italia (bandiera)      | C     | Antonio Pellis    |
|    | Paraguay (bandiera)    | A     | Dionisio Arce     |
|    | Italia (bandiera)      | A     | Gino Armano       |
|    | Italia (bandiera)      | A     | Quinto Bertoloni  |
|    | Italia (bandiera)      | A     | Carlo Crippa      |
|    | Italia (bandiera)      | A     | Romano Farinelli  |
|    | Italia (bandiera)      | A     | Giampaolo Piaceri |
|    | Italia (bandiera)      | A     | Giuseppe Virgili  |

## Calciomercato
| Acquisti | Acquisti              | Acquisti          | Acquisti      |
| R.       | Nome                  | da                | Modalità      |
| -------- | --------------------- | ----------------- | ------------- |
| P        | Lucidio Sentimenti IV | Lanerossi Vicenza | definitivo    |
| P        | Lido Vieri            | Vigevano          | fine prestito |
| D        | Giuseppe Farina       | Sampdoria         | definitivo    |
| D        | Ermanno Tarabbia      | Bari              | definitivo    |
| C        | Giancarlo Cella       | Piacenza          | definitivo    |
| C        | Anthony Marchi        | Lanerossi Vicenza | definitivo    |
| A        | Romano Farinelli      | Bari              | definitivo    |
| A        | Giuseppe Virgili      | Fiorentina        | definitivo    |

| Cessioni | Cessioni           | Cessioni    | Cessioni      |
| R.       | Nome               | a           | Modalità      |
| -------- | ------------------ | ----------- | ------------- |
| P        | Luigi Pendibene    |             | fine carriera |
| D        | Ivo Brancaleoni    | Bari        | definitivo    |
| D        | Sergio Castelletti | Fiorentina  | definitivo    |
| D        | Raffaele Cuscela   |             | fine carriera |
| C        | Giorgio Ferrini    | Varese      | prestito      |
| C        | Romano Fogli       | Bologna     | definitivo    |
| C        | Giorgio Pizziolo   | Casale      | definitivo    |
| C        | Giancarlo Prato    | Varese      | definitivo    |
| C        | Eduardo Ricagni    | Catania     | definitivo    |
| C        | Adriano Russi      | Casale      | definitivo    |
| A        | Giancarlo Bacci    | Milan       | definitivo    |
| A        | Gianfranco Petris  | Fiorentina  | definitivo    |
| A        | Sergio Santelli    | Triestina   | definitivo    |
| A        | Juan Carlos Tacchi | Alessandria | definitivo    |

## Risultati

### Serie A

#### Girone di andata
| Arbitro: | Ferrari (Milano) |

|                                                               |           |                   |
| Arce 19’ Piaceri 20’, 66’ Bertoloni 28’ Marchi 53’ Armano 56’ | Marcatori | 90’ (rig.) Dorigo |

| Arbitro: | Boati (Milano) |

|                                     |           |  |
| Ocwirk 34’ Mora 41’ Cucchiaroni 44’ | Marcatori |  |

| Arbitro: | Lo Bello (Siracusa) |

|          |           |            |
| Arce 81’ | Marcatori | 13’ Larini |

| Arbitro: | Moriconi (Roma) |

|                                       |           |             |
| Bredesen 9’ Erba 20’, 49’ Cicogna 82’ | Marcatori | 48’ Virgili |

| Arbitro: | Campanati (Milano) |

|            |           |  |
| Armano 85’ | Marcatori |  |

| Arbitro: | Orlandini (Roma) |

|                                         |           |                                          |
| Sívori 7’, 62’ Stacchini 40’ Nicolè 46’ | Marcatori | 44’ Virgili 57’ (aut.) Boldi 73’ Mazzero |

| Arbitro: | Rigato (Mestre) |

|                               |           |                          |
| Mazzero 49’ Armano 89’ (rig.) | Marcatori | 45’ Bonafin 84’ Pascutti |

| Arbitro: | Lo Bello (Siracusa) |

|                         |           |  |
| Carradori 56’ Tozzi 90’ | Marcatori |  |

| Arbitro: | Perego (Milano) |

|             |           |                            |
| Virgili 20’ | Marcatori | 2’ Vinício 46’ Del Vecchio |

| Udine 30 novembre 1958, ore 14:30 UTC+1 10ª giornata | Udinese         | 0 – 0 | Talmone Torino | Stadio Moretti\| Arbitro: \| Annoscia (Bari) \| |
| Arbitro:                                             | Annoscia (Bari) |       |                |                                                 |

| Torino 7 dicembre 1958, ore 14:30 UTC+1 11ª giornata | Talmone Torino   | 0 – 0 | Genoa | Stadio Comunale (16.000 spett.)\| Arbitro: \| Jonni (Macerata) \| |
| Arbitro:                                             | Jonni (Macerata) |       |       |                                                                   |

| Arbitro: | De Marchi (Pordenone) |

|                                                       |           |             |
| Altafini 5’, 67’, 74’ Cancian 63’ (aut.) Occhetta 88’ | Marcatori | 83’ Virgili |

| Arbitro: | Orlandini (Roma) |

|  |           |                                              |
|  | Marcatori | 37’ Lindskog 48’ Corso 54’, 78’, 84’ Firmani |

| Arbitro: | Gambarotta (Genova) |

|                       |           |  |
| Rozzoni 31’, 41’, 73’ | Marcatori |  |

| Arbitro: | Lo Bello (Siracusa) |

|  |           |                                                               |
|  | Marcatori | 17’ Lojacono 28’, 63’ Montuori 67’, 84’ Hamrin 86’ Chiappella |

| Arbitro: | Butti (Como) |

|                                              |           |  |
| Zerlin 33’, 44’ Mariani 46’ Brighenti II 70’ | Marcatori |  |

| Arbitro: | Jonni (Macerata) |

|                        |           |                           |
| Virgili 63’ Marchi 69’ | Marcatori | 68’ Pestrin 87’ Guarnacci |

#### Girone di ritorno
| Alessandria 1º febbraio 1959, ore 14:30 UTC+1 18ª giornata | Alessandria    | 0 – 0 | Talmone Torino | Stadio Giuseppe Moccagatta\| Arbitro: \| Righi (Milano) \| |
| Arbitro:                                                   | Righi (Milano) |       |                |                                                            |

| Arbitro: | Angelini (Firenze) |

|            |           |                            |
| Armano 54’ | Marcatori | 55’ Milani 65’ Cucchiaroni |

| Arbitro: | Angonese (Mestre) |

|                  |           |  |
| Savoini 81’, 89’ | Marcatori |  |

| Arbitro: | Righi (Milano) |

|                        |           |                           |
| Mazzero 7’ Bearzot 78’ | Marcatori | 31’ Bredesen 55’ Catalano |

| Arbitro: | Marchese (Napoli) |

|              |           |             |
| Bresolin 90’ | Marcatori | 64’ Virgili |

| Arbitro: | Orlandini (Roma) |

|                      |           |                        |
| Virgili 8’, 30’, 34’ | Marcatori | 27’ Charles 69’ Nicolè |

| Bologna 22 marzo 1959, ore 15:00 UTC+1 24ª giornata | Bologna          | 0 – 0 | Talmone Torino | Stadio Comunale\| Arbitro: \| Jonni (Macerata) \| |
| Arbitro:                                            | Jonni (Macerata) |       |                |                                                   |

| Arbitro: | Mori (Cremona) |

|               |           |  |
| Bertoloni 29’ | Marcatori |  |

| Arbitro: | Rigato (Mestre) |

|                          |           |                 |
| Beltrandi 17’ Vitali 66’ | Marcatori | 29’, 49’ Crippa |

| Arbitro: | Seipelt |

|  |           |               |
|  | Marcatori | 82’ Fontanesi |

| Arbitro: | Marchese (Napoli) |

|                                          |           |  |
| Pantaleoni 11’ Maccacaro 26’ Barison 61’ | Marcatori |  |

| Arbitro: | Groppi |

|                                  |           |                                                   |
| Crippa 10’ Marchi 40’ Ganzer 84’ | Marcatori | 4’ (aut.) Armano 51’ (rig.) Liedholm 78’ Altafini |

| Arbitro: | Gambarotta (Genova) |

|             |           |  |
| Masiero 52’ | Marcatori |  |

| Arbitro: | Lo Bello (Siracusa) |

|             |           |  |
| Virgili 28’ | Marcatori |  |

| Arbitro: | Rigato (Mestre) |

|                                 |           |  |
| Hamrin 42’, 58’, 73’ Segato 80’ | Marcatori |  |

| Arbitro: | Orlandini (Roma) |

|                                 |           |                 |
| Marchi 20’ Crippa 23’ Cella 85’ | Marcatori | 51’ (rig.) Moro |

| Arbitro: | Jonni (Macerata) |

|                                           |           |                    |
| Lojodice 14’, 86’ Selmosson 45’ Tasso 83’ | Marcatori | 57’ (rig.) Mazzero |

### Coppa Italia
| Arbitro: | Gambarotta (Genova) |

|           |           |                 |
| Sacco 86’ | Marcatori | 5’, 43’ Virgili |

| Arbitro: | Roversi (Bologna) |

|                            |           |  |
| Armano 29’, 61’ Crippa 64’ | Marcatori |  |

| Arbitro: | Gambarotta (Genova) |

|                    |           |                     |
| Cancian 36’ (aut.) | Marcatori | 16’ Arce 38’ Marchi |

| Arbitro: | Angelini (Firenze) |

|                                              |           |             |
| Calegari 12’, 19’, 77’ Canella 59’ Milan 72’ | Marcatori | 73’ Piaceri |

## Statistiche

### Statistiche di squadra
| Competizione | Punti | In casa | In casa | In casa | In casa | In casa | In casa | In trasferta | In trasferta | In trasferta | In trasferta | In trasferta | In trasferta | Totale | Totale | Totale | Totale | Totale | Totale | DR  |
| Competizione | Punti | G       | V       | N       | P       | Gf      | Gs      | G            | V            | N            | P            | Gf           | Gs           | G      | V      | N      | P      | Gf     | Gs     | DR  |
| ------------ | ----- | ------- | ------- | ------- | ------- | ------- | ------- | ------------ | ------------ | ------------ | ------------ | ------------ | ------------ | ------ | ------ | ------ | ------ | ------ | ------ | --- |
| Serie A      | 23    | 17      | 6       | 6       | 5       | 27      | 21      | 17           | 0            | 5            | 12           | 9            | 51           | 34     | 6      | 11     | 17     | 36     | 72     | -36 |
| Coppa Italia | -     | 1       | 1       | 0       | 0       | 3       | 0       | 3            | 2            | 0            | 1            | 5            | 7            | 4      | 3      | 0      | 1      | 8      | 7      | +1  |
| Totale       | -     | 18      | 7       | 6       | 5       | 30      | 21      | 20           | 2            | 5            | 13           | 14           | 58           | 38     | 9      | 11     | 18     | 44     | 79     | -35 |

### Statistiche dei giocatori
| Giocatore        | Serie A  | Serie A | Coppa Italia | Coppa Italia | Totale   | Totale |
| Giocatore        | Presenze | Reti    | Presenze     | Reti         | Presenze | Reti   |
| ---------------- | -------- | ------- | ------------ | ------------ | -------- | ------ |
| D. Arce          | 23       | 2       | 3            | 1            | 26       | 3      |
| G. Armano        | 25       | 4       | 3            | 2            | 28       | 6      |
| E. Bearzot       | 33       | 1       | 4            | 0            | 37       | 1      |
| Q. Bertoloni     | 11       | 2       | 2            | 0            | 13       | 2      |
| A. Bonifaci      | 33       | 0       | 4            | 0            | 37       | 0      |
| B. Cancian       | 19       | 0       | 3            | 0            | 22       | 0      |
| G. Cella         | 5        | 1       | 0            | 0            | 5        | 1      |
| C. Crippa        | 19       | 4       | 3            | 1            | 22       | 5      |
| G. Farina        | 24       | 0       | 4            | 0            | 28       | 0      |
| R. Farinelli     | 3        | 0       | 0            | 0            | 3        | 0      |
| G. Ganzer        | 21       | 1       | 1            | 0            | 22       | 1      |
| L. Grava         | 18       | 0       | 1            | 0            | 19       | 0      |
| A. Marchi        | 29       | 4       | 4            | 1            | 33       | 5      |
| I. Mazzero       | 22       | 4       | 2            | 0            | 24       | 4      |
| A. Pellis        | 1        | 0       | 0            | 0            | 1        | 0      |
| G. Piaceri       | 5        | 2       | 2            | 1            | 7        | 3      |
| V. Rigamonti V.  | 11       | -28     | 1            | -0           | 12       | -28    |
| L. Sentimenti IV | 3        | -5      | 0            | -0           | 3        | -5     |
| E. Tarabbia      | 12       | 0       | 2            | 0            | 14       | 0      |
| F. Varglien III  | 12       | 0       | 1            | 0            | 13       | 0      |
| L. Vieri         | 20       | -39     | 3            | -7           | 23       | -46    |
| G. Virgili       | 25       | 10      | 2            | 2            | 27       | 12     |

## Giovanili

### Piazzamenti
- Primavera:
  - Campionato Cadetti: